# Assamia pectinata
Assamia pectinata is een hooiwagen uit de familie Assamiidae. De wetenschappelijke naam van Assamia pectinata gaat terug op Roewer.